# Vérvörös galambgomba
A vérvörös galambgomba (Russula sanguinea) a galambgombafélék családjába tartozó, Eurázsiában és Észak-Amerikában elterjedt, fenyvesekben élő, nem ehető gombafaj.

## Megjelenése
A vérvörös galambgomba kalapja 3-10 cm széles, alakja fiatalon domború, később széles domborúan, közel laposan kiterül, a közepén kissé bemélyedhet. Felszíne sima, nedvesen némileg tapadós lehet. Széle nem bordázott vagy csak egy kissé sz idős gomba esetében. A kalapbőr csak a szélén húzható le. 
Húsa fehér, sérülésre nem változik. Szaga nem jellegzetes, íze erősen csípős.  
Sűrű lemezei tönkhöz nőttek vagy kissé lefutók. Színük fiatalon fehér, később krémszínű vagy sárgás. 
Tönkje 3-10 cm magas és 1,5-2,5 cm vastag. Egyenletesen vastag vagy a csúcsa felé kissé vékonyodik. Felszíne sima, száraz. Színe fehér, vörössel vagy rózsaszínnel futtatva. 
Spórapora krémszínű vagy sárgás. Spórája tojásdad, felszínén különálló tüskék, szemölcsök láthatók, mérete 7-9 x 6-7 µm. 

### Hasonló fajok
Vöröses tönkjével a citromlemezű galambgomba, a fenyő-galambgomba, a lucfenyű-galambgomba és a barnulóhúsú galambgomba hasonlít hozzá.  

## Elterjedése és termőhelye
Eurázsiában és Észak-Amerikában honos. Magyarországon nem gyakori. 
Hegyvidéki fenyvesekben él. Júliustól októberig terem.  

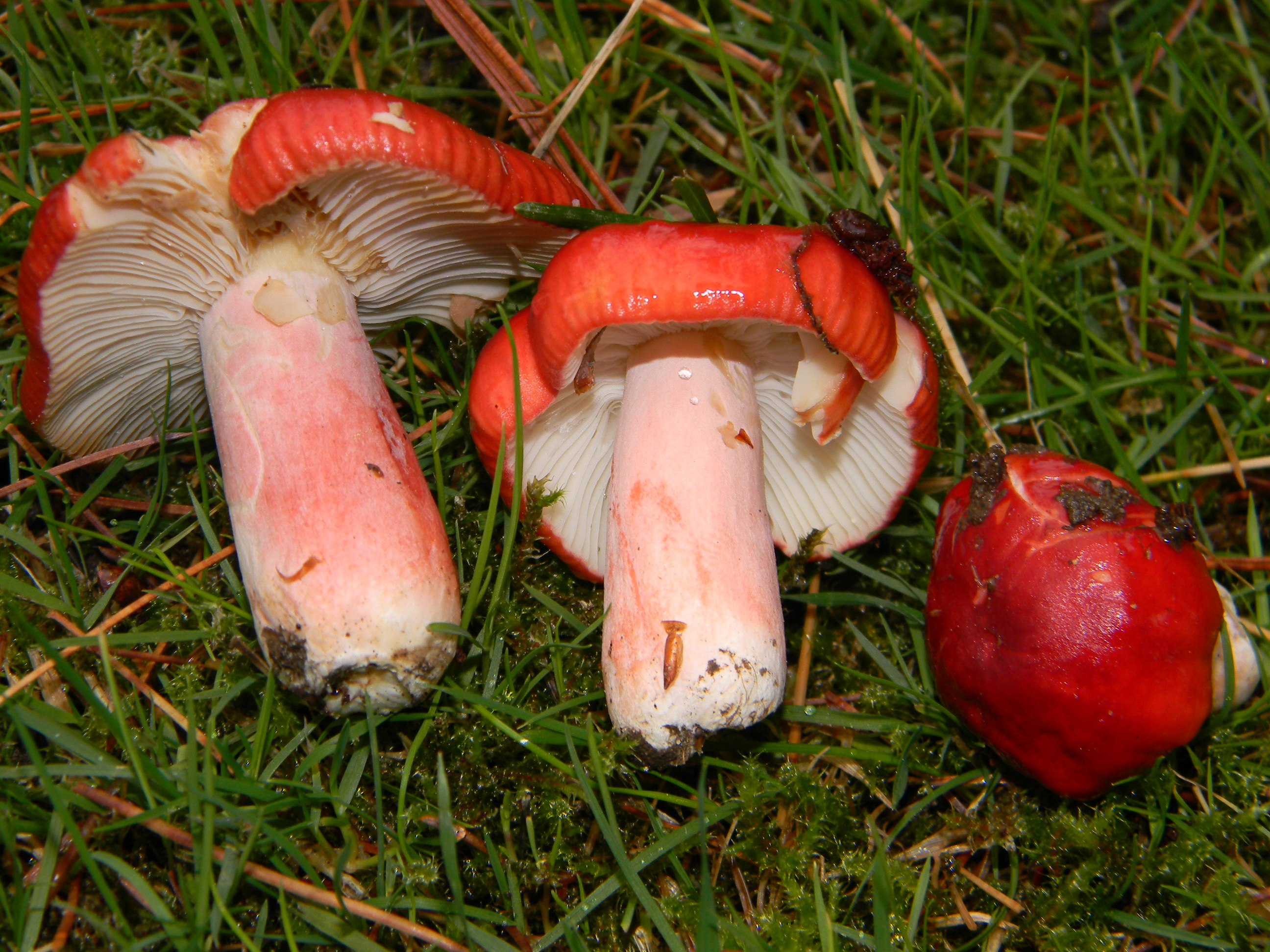
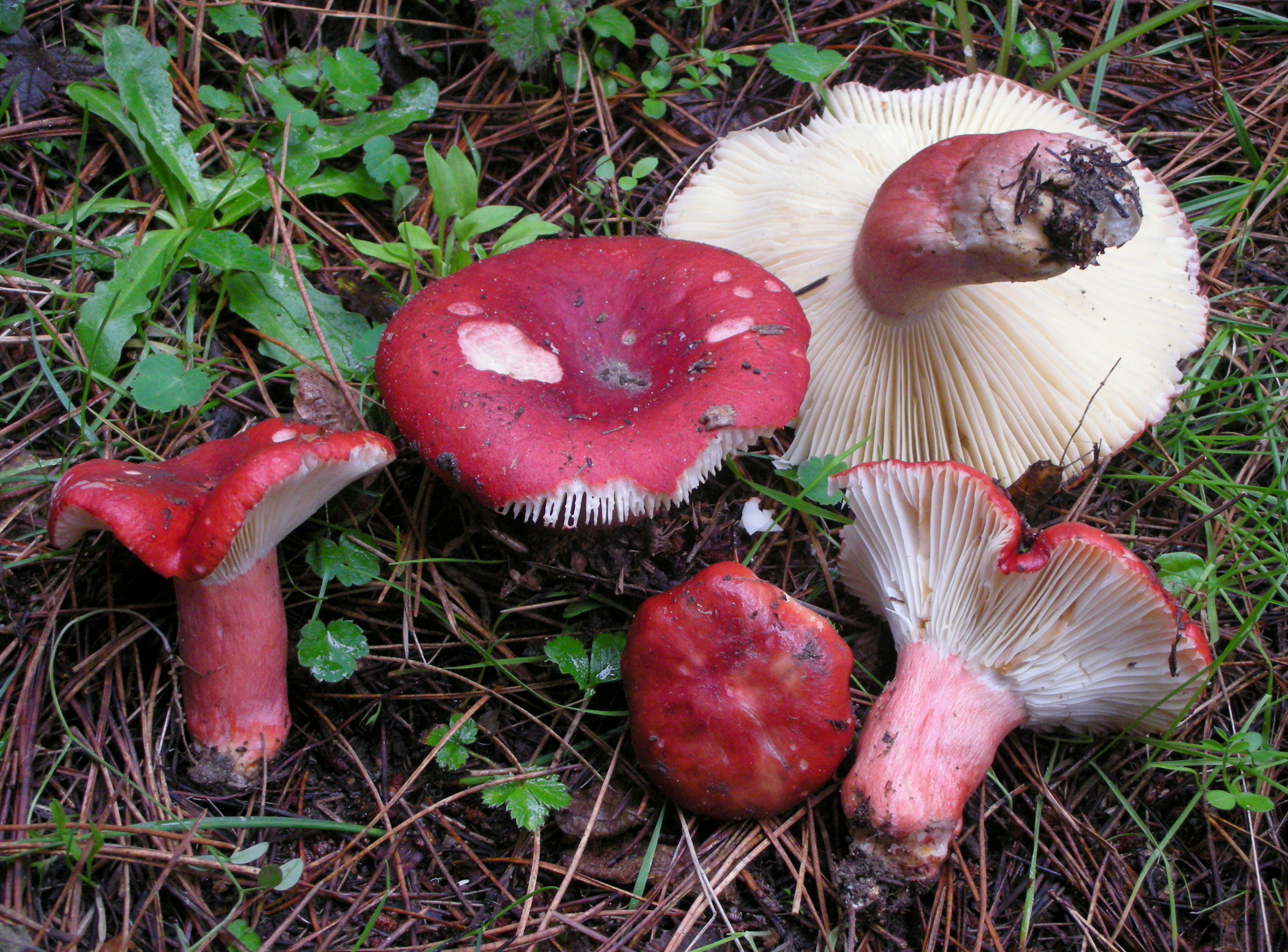
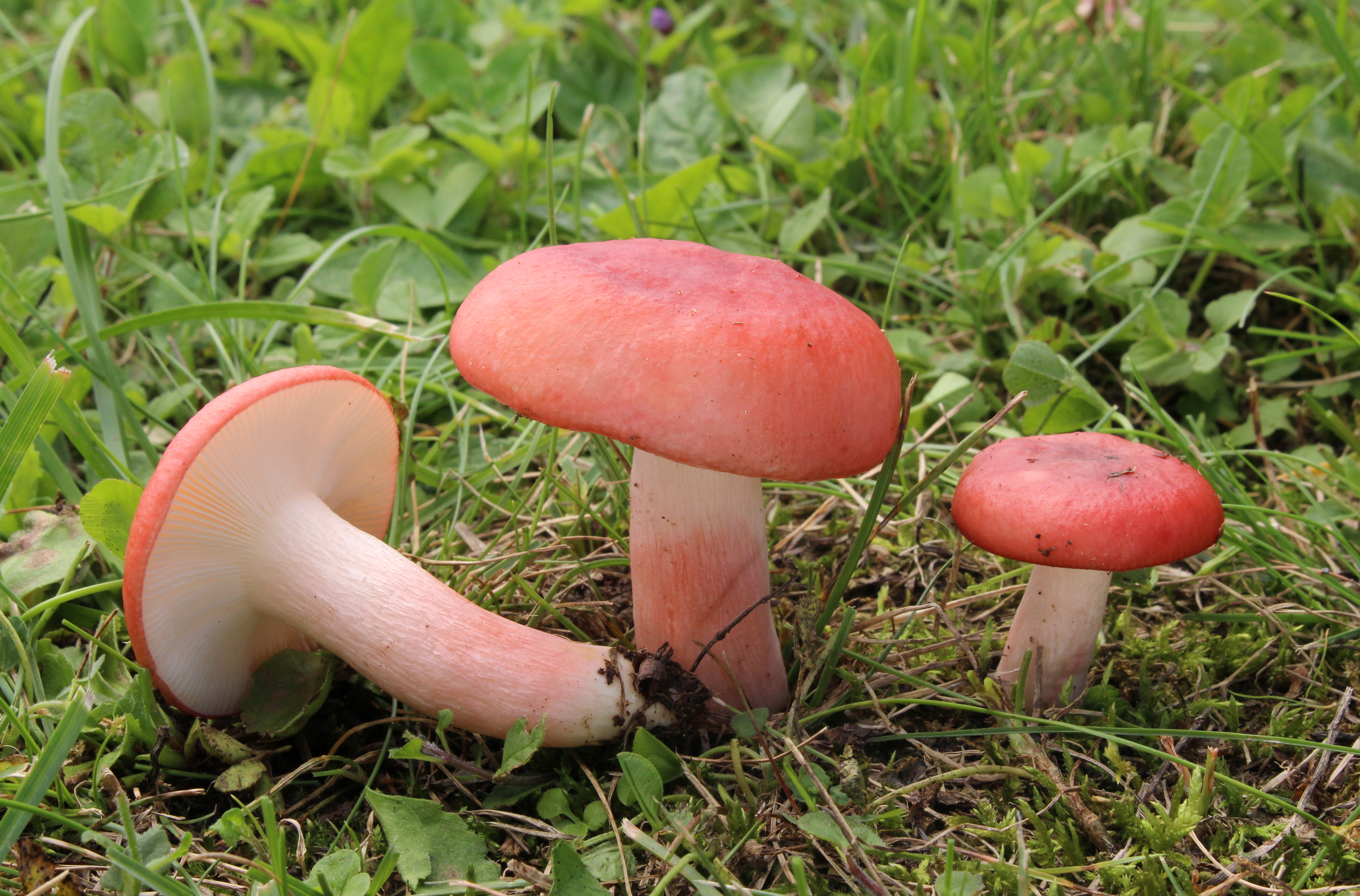
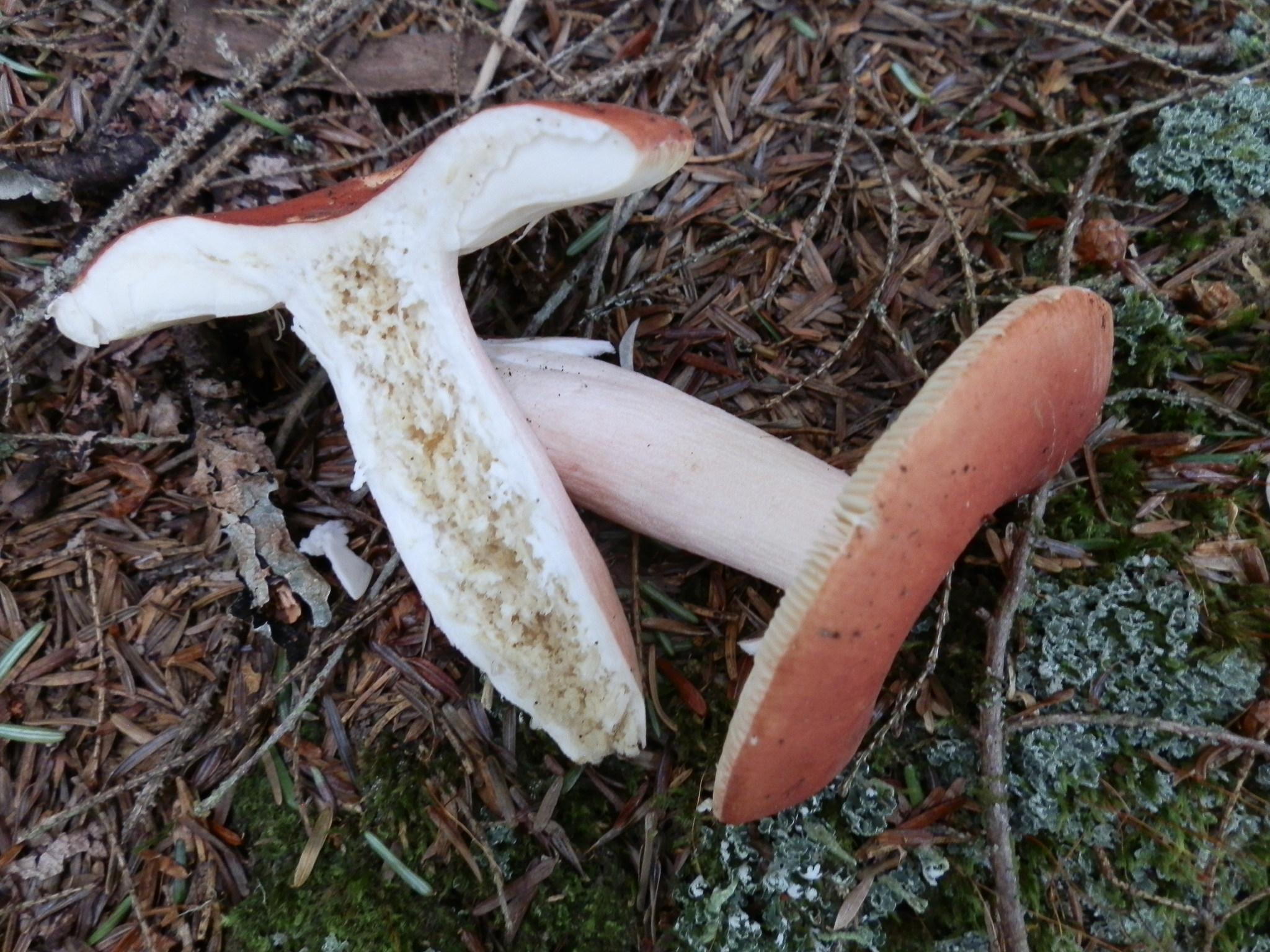
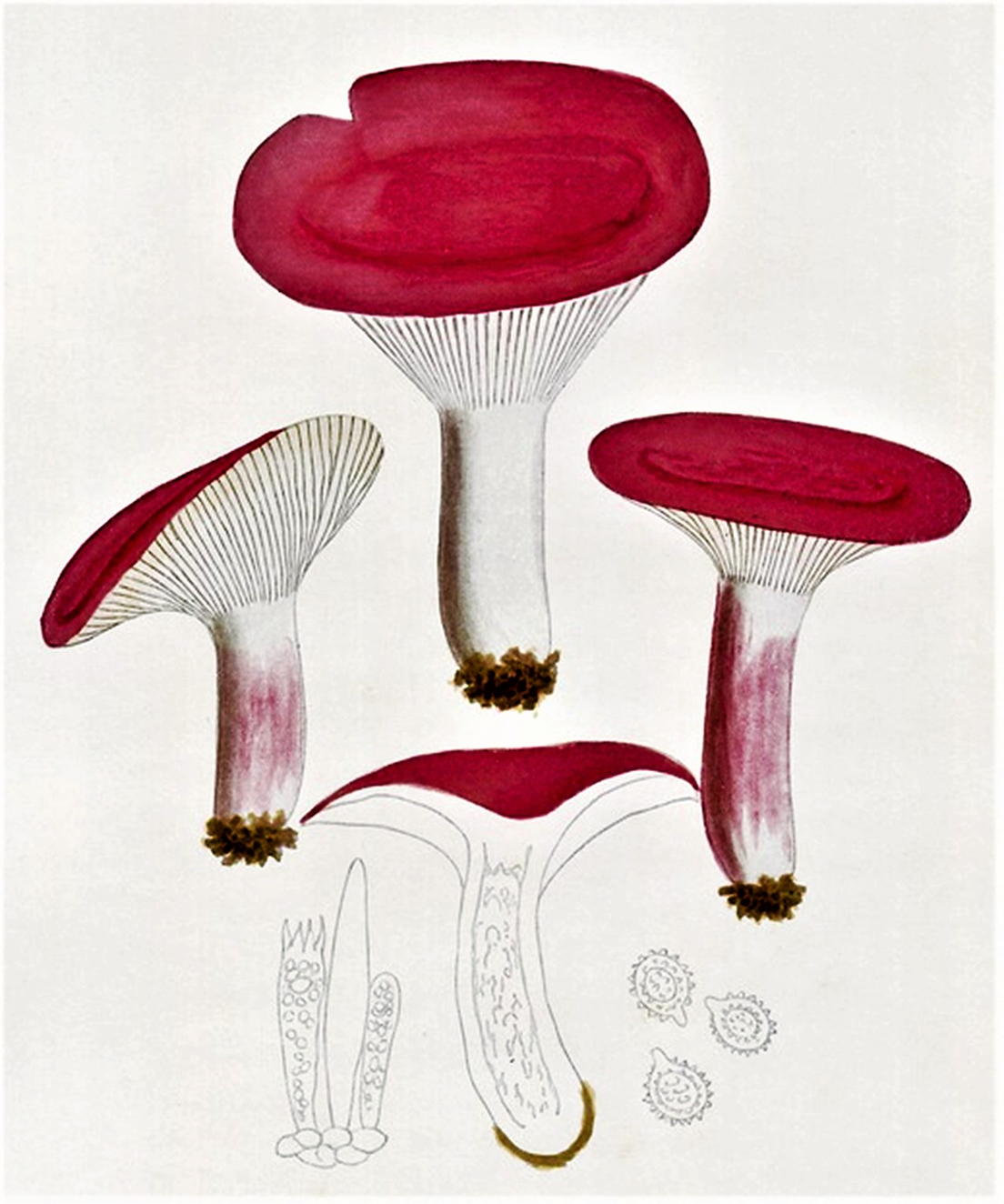

Nem ehető.